# Фрикбит
Фрикбит (англ. Freakbeat) — европейский музыкальный жанр рок-музыки, близкий к гаражному року, популярный в 1960-е гг. в Великобритании.

## История
Стиль фрикбит включает в себя элементы гаражного рока с сильным влиянием бита (сильные прямые барабанные ритмы, резкие риффы гитары) и влияние мод-культуры. С этим термином связывают творчество таких британских групп как, например, The Creation, The Action, The Who, Small Faces.
Термин «freakbeat» был изобретен в 1980-х музыкальным журналистом Филом Сми, чтобы описать этот жанр, являющийся звеном между ранним ритм-энд-блюзом и прогрессивным роком, который появился в конце 60-х, с такими группами как Pink Floyd и др. По сути, фрикбит — это экспериментальный бит, с более агрессивными оттенками.

## Значимые группы
- The Primitives
- The Faires
- The Misunderstood
- Dave Dee, Dozy, Beaky, Mick & Tich